# 西流湖站
西流湖站是郑州地铁1号线的车站，位于中华人民共和国河南省郑州市中原区西流湖街道建设西路与凯旋路交叉口，于2013年12月28日隨鄭州地鐵1號線一期工程开启运营。该站为一期工程的西段终点站，目前亦是1号线小交路列车的西端终点站。

## 车站结构
西流湖站的主体结构位于建设西路与凯旋路交叉口地下，沿建设西路呈东西向布置，总长414.4米，标准段宽18.9米，车站西端经出入场线连接凯旋路停车场。

### 车站楼层
西流湖站的主体为地下二层车站，B1层為站廳层，B2層為站台层。
| 1F  | 地面     | 所有出入口                                       | 所有出入口                                       | 所有出入口                                       |
| B1F | 站厅     | 客服中心、自动售票机、行李检查、闸机、车站控制室 | 客服中心、自动售票机、行李检查、闸机、车站控制室 | 客服中心、自动售票机、行李检查、闸机、车站控制室 |
| B2F | █ 1号线  | 往河南工业大学方向（市民中心）                   | 往河南工业大学方向（市民中心）                   | 往河南工业大学方向（市民中心）                   |
| B2F | 岛式站台 |                                                  | 至站厅                                           | 卫生间                                           |
| B2F | █ 1号线  | 往河南大学新区方向（西三环）                     | 往河南大学新区方向（西三环）                     | 往河南大学新区方向（西三环）                     |

### 站厅
西流湖站的站厅位于B1层，设有客服中心、自动售票机、行李检查等设施。站厅由闸机和栏杆分隔为付费区和非付费区，付费区内设有自动扶梯、步梯和无障碍电梯连接站台层。

### 站台
西流湖站设一座岛式站台，位于B2层，安装有高站台门。站台呈东西向，南侧站台面由1号线下行（河南大学新区方向）列车使用，北侧站台面由1号线上行（河南工业大学方向）列车使用。在站台东端设有卫生间和母婴室。

### 出入口
西流湖站设有A、B、C、D共4个出入口，连接地面和站厅的非付费区。各出入口位于建设西路与凯旋路交叉口的四角，其中A口和D口位于建设西路北侧，B口位于路口东南角，C口位于路口西南角。无障碍电梯设于A口。
该站各出入口信息如下表所示。
| 建设西路凯旋路 | 建设西路凯旋路 | 建设西路凯旋路 | 建设西路凯旋路 | 建设西路凯旋路 |
| 编号           | 路线           | 路线           | 路线           | 备注           |
| -------------- | -------------- | -------------- | -------------- | -------------- |
| G11            | 三十里铺西     | ⇆              | 火车站北港湾   |                |
| 34             | 通达路西四环   | ⇆              | 火车站北港湾   |                |
| 203            | 建设西路凯旋路 | ⇆              | 汽车客运南站   |                |
| Y19            | 三十里铺西     | ⇆              | 火车站北港湾   | 夜间服务       |
| 郑上1          | 上街汽车站     | ⇆              | 火车站西广场   |                |

| 凯旋路公交站 | 凯旋路公交站 | 凯旋路公交站 | 凯旋路公交站                   | 凯旋路公交站 |
| 编号         | 路线         | 路线         | 路线                           | 备注         |
| ------------ | ------------ | ------------ | ------------------------------ | ------------ |
| 751          | 凯旋路公交站 | ⇆            | 郑州市妇幼保健院北（荥阳院区） |              |
| S170         | 凯旋路公交站 | ⇆            | 碧沙岗                         |              |
| S180         | 凯旋路公交站 | ⇆            | 玉祥路金田路                   |              |
| S189         | 凯旋路公交站 | ⇆            | 航海路兴华街                   |              |
| Y7           | 凯旋路公交站 | ⇆            | 火车站北港湾                   | 夜间服务     |

| 建设西路凯旋路 | 建设西路凯旋路 | 建设西路凯旋路 | 建设西路凯旋路 | 建设西路凯旋路 |
| 编号           | 路线           | 路线           | 路线           | 备注           |
| -------------- | -------------- | -------------- | -------------- | -------------- |
| G11            | 三十里铺西     | ⇆              | 火车站北港湾   |                |
| 34             | 通达路西四环   | ⇆              | 火车站北港湾   |                |
| Y19            | 三十里铺西     | ⇆              | 火车站北港湾   | 夜间服务       |
| 郑上1          | 上街汽车站     | ⇆              | 火车站西广场   |                |

## 历史
西流湖站由河南五建承建，与2009年12月30日开始封闭施工，在施工期间曾称“凯旋路站”。2013年12月28日，该站随1号线一期工程的开通运营而正式投入服务。

## 周边
- 西流湖公园
- 中原区西岗学校
- 西湖美丽家园